# 上塩冶地蔵山古墳
上塩冶地蔵山古墳（かみえんやじぞうやまこふん）は、島根県出雲市上塩冶町にある古墳。国の史跡に指定されている。

## 概要
| 古墳名           | 墳形       | 石室 | 築造時期 | 史跡指定 |
| ---------------- | ---------- | ---- | -------- | -------- |
| 今市大念寺古墳   | 前方後円墳 |      | 6c後半   | 国史跡   |
| 上塩冶築山古墳   | 円墳       |      | 6c末     | 国史跡   |
| 上塩冶地蔵山古墳 | 不明       |      | 7c前半   | 国史跡   |

島根県北東部、神戸川北岸の低丘陵裾部に築造された古墳である。「地蔵山」の古墳名は、石室内の石棺内に祀られることによる。現在は島根県立出雲工業高等学校グラウンドの西側に所在し、墳丘は大きく削平されているほか、2019年（令和元年）に試掘調査が実施されている。
墳形は削平のため明らかでなく、現在では一辺15メートル・高さ5メートルの方墳状を呈する（古くは円墳と捉えられたが、平成以降は方墳とする見方が提示されつつある）。埋葬施設は石棺式石室系の横穴式石室で、南東方向に開口する。凝灰岩（一部砂岩）の切石によって構築された整美な石室で、玄室（奥室）・前室・羨道から構成される複室構造であり、玄室には刳抜式横口式家形石棺・有縁屍床（箱形石棺）を並び据える。古くから開口しているため、副葬品は詳らかでない。
築造時期は、古墳時代終末期の7世紀前半頃と推定される。出雲平野における代表的な終末期古墳の1つであり、今市大念寺古墳・上塩冶築山古墳に続く出雲地方の首長墓に位置づけられる古墳である。
古墳域は1924年（大正13年）に国の史跡に指定されている。

## 遺跡歴
- 享保2年（1717年）成立の『雲陽誌』に記載なし（当時には未発見か）[3]。
- 1887年（明治20年）頃、島根県滞在のウィリアム・ゴーランドが石室・石棺を計測、墳丘は「破壊」と表現（副葬品の記述なく、当時にはすでに副葬品が失われているほど古い時期に開口か）[3]。
- 1919年（大正8年）、梅原末治が墳丘・石室の図面を提示[3]。
- 1924年（大正13年）12月9日、国の史跡に指定（今市大念寺古墳・上塩冶築山古墳と同時）。
- 1925年（大正14年）、野津左馬之助が墳丘図・写真を紹介[3]。
- 1978年（昭和53年）、石室実測調査（出雲考古学研究会、1980・1987年に報告）[3]。
- 2019年（令和元年）、民間開発計画に伴う北西側隣接地の試掘調査、および墳丘測量調査（出雲市文化財課、2020年に報告）[3]。
- 2022年（令和4年）3月15日、史跡範囲の追加指定。

## 埋葬施設

石室俯瞰図

石室展開図

石棺立断面図

埋葬施設としては石棺式石室系の横穴式石室が構築されており、南東方向に開口する。玄室（奥室）・前室・羨道から構成される複室構造の石室である。石室の規模は次の通り。
- 石室全長：約9メートル[3]
- 玄室（奥室）：長さ2.6メートル、幅2.4メートル、高さ2.25メートル
- 前室：長さ2.35メートル、幅2.25メートル、高さ2.15メートル
- 羨道：長さ2.9メートル、幅1.9メートル、高さ1.75メートル

石室の石材には凝灰岩（一部砂岩）の切石が使用される。玄室（奥室）は奥壁・両側壁・天井のいずれも各1石で、前壁の中央は入り口を刳り抜いており（刳り抜き玄門）、出雲地方東部に多く見られる「石棺式石室」の特徴を有する。
玄室内には床面いっぱいに、奥に刳抜式の横口式家形石棺を、手前に有縁屍床（箱形石棺）を、いずれも石室主軸と直角方向に据える。石棺の規模は長さ2.4メートル・幅0.8メートル・高さ1.4メートル、屍床の規模は長さ2.4メートル・幅1.3メートル・高さ0.5メートル。
前室の平面形はほぼ正方形で、両側壁は2段積みで構築され、一部に切組積みが認められる。羨道は西壁は2段積み、東壁は1枚石で小型の石を補う。

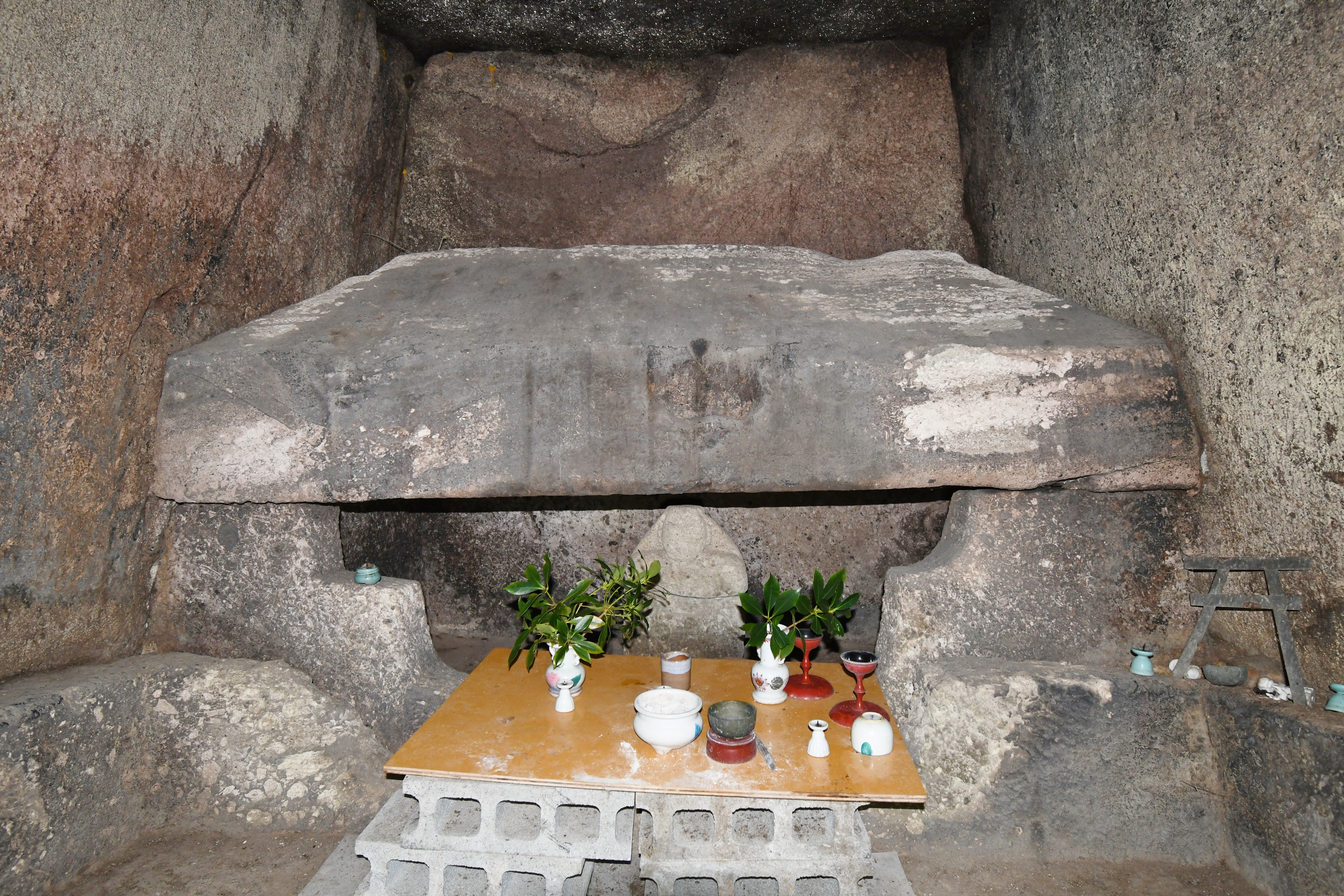
玄室・家形石棺（奥壁方向）
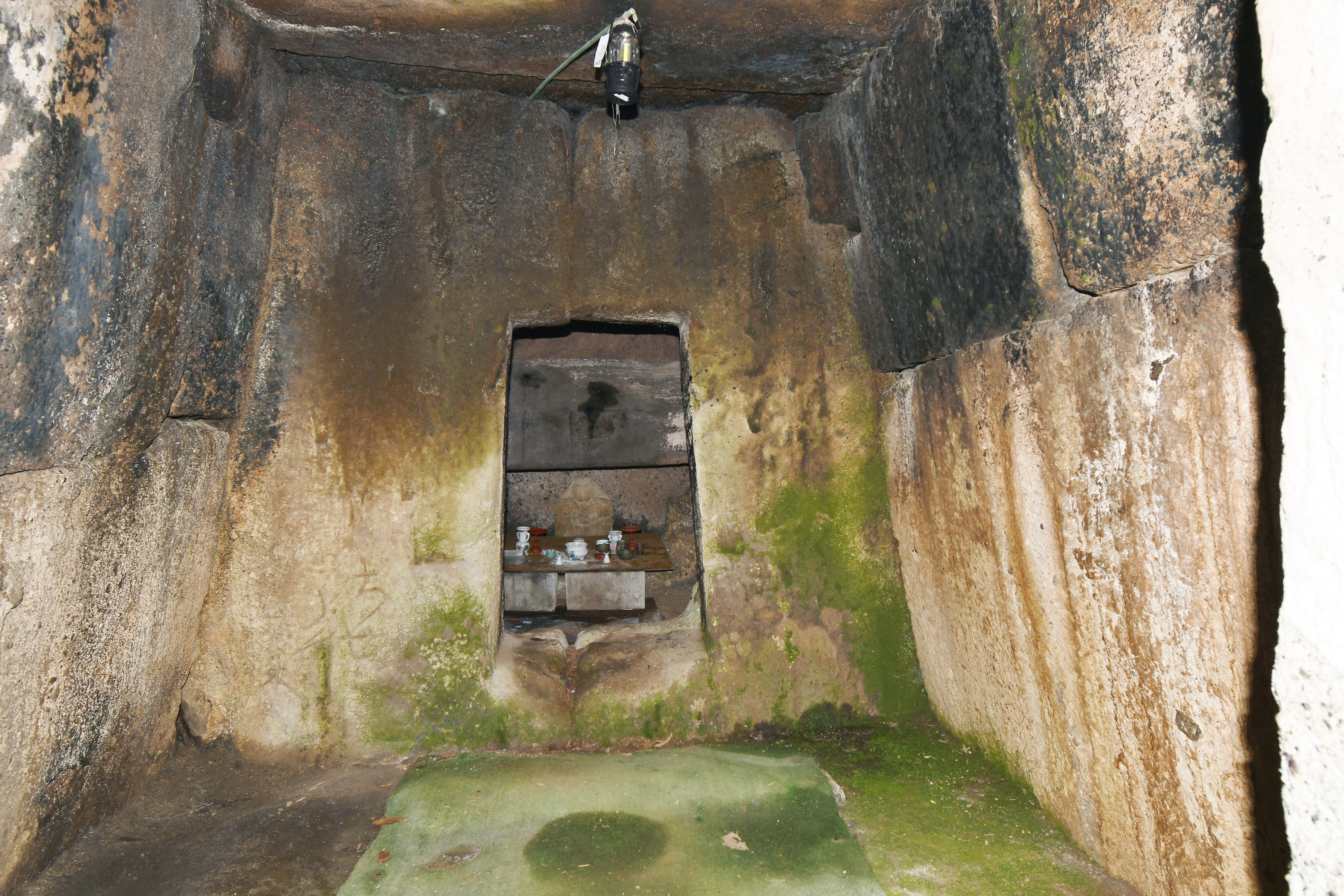
前室（玄室方向）
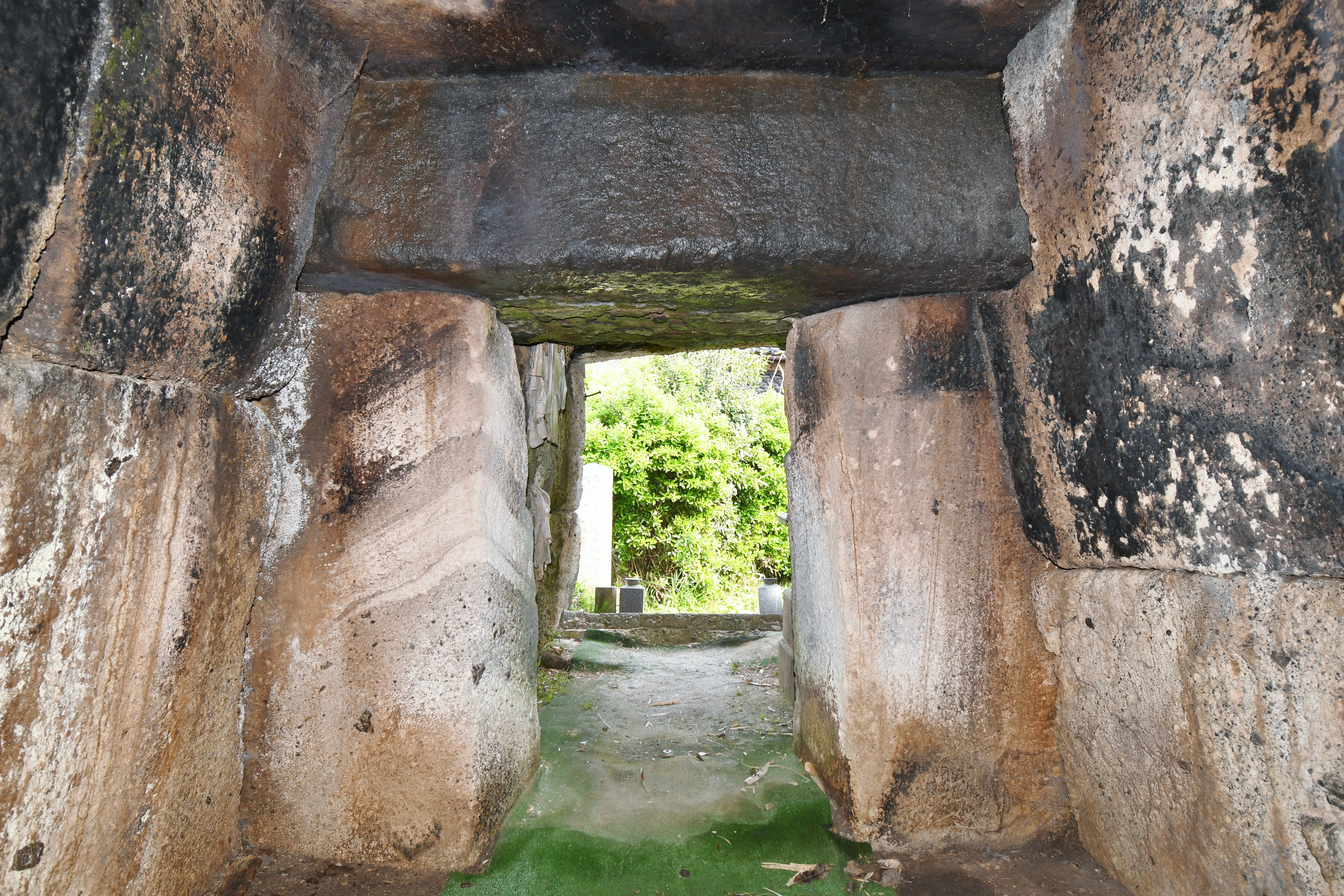
前室（開口部方向）
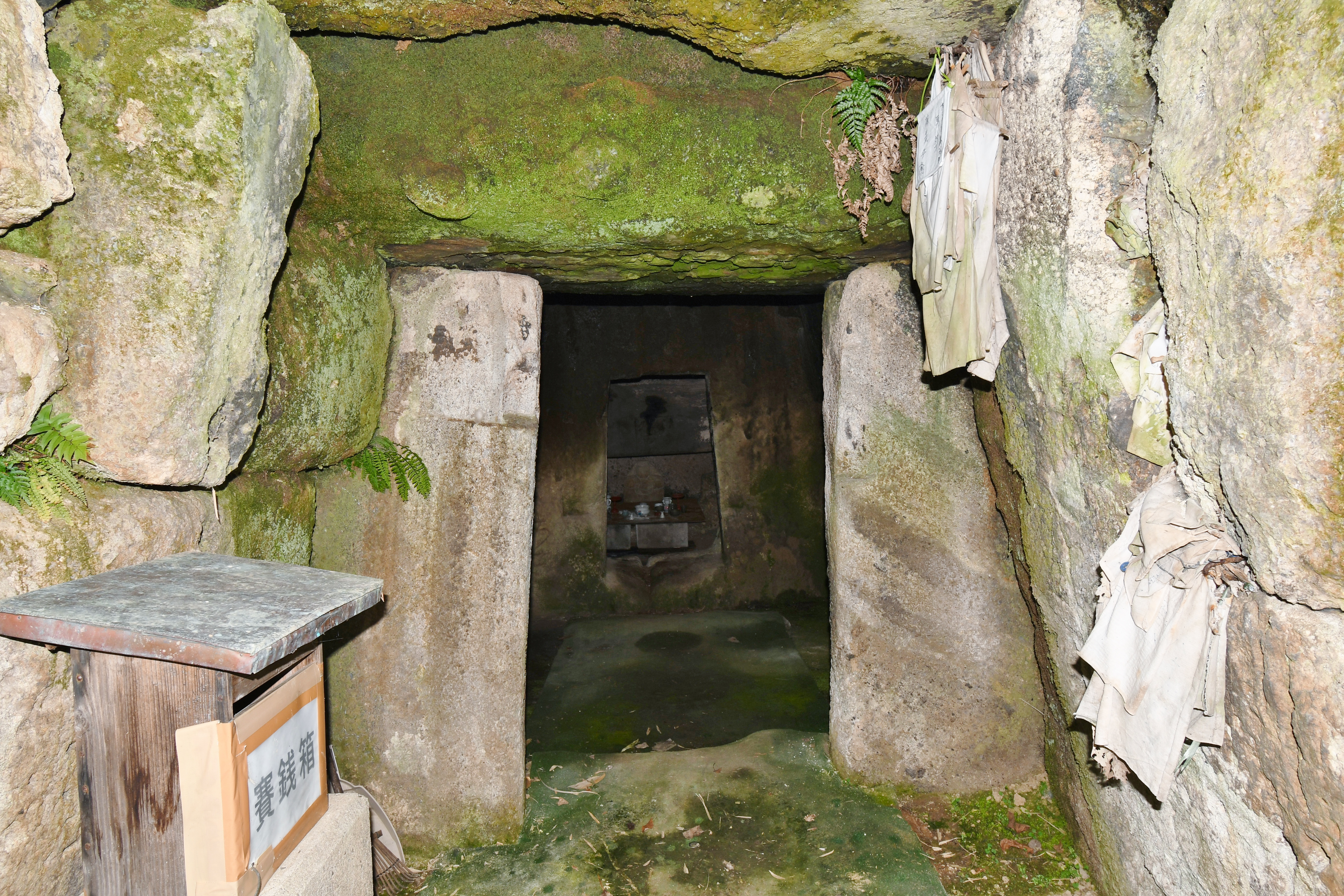
羨道（玄室方向）
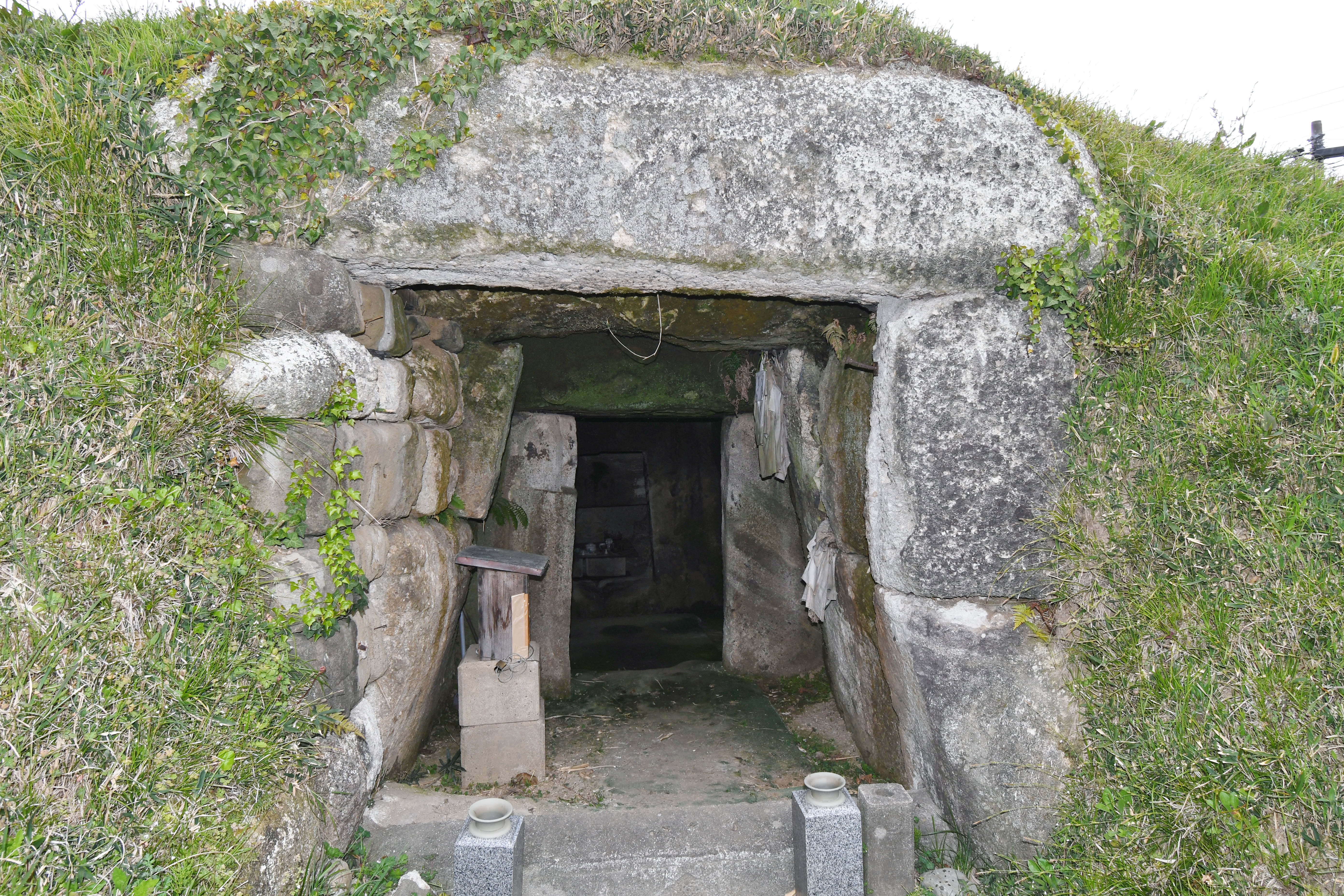
開口部
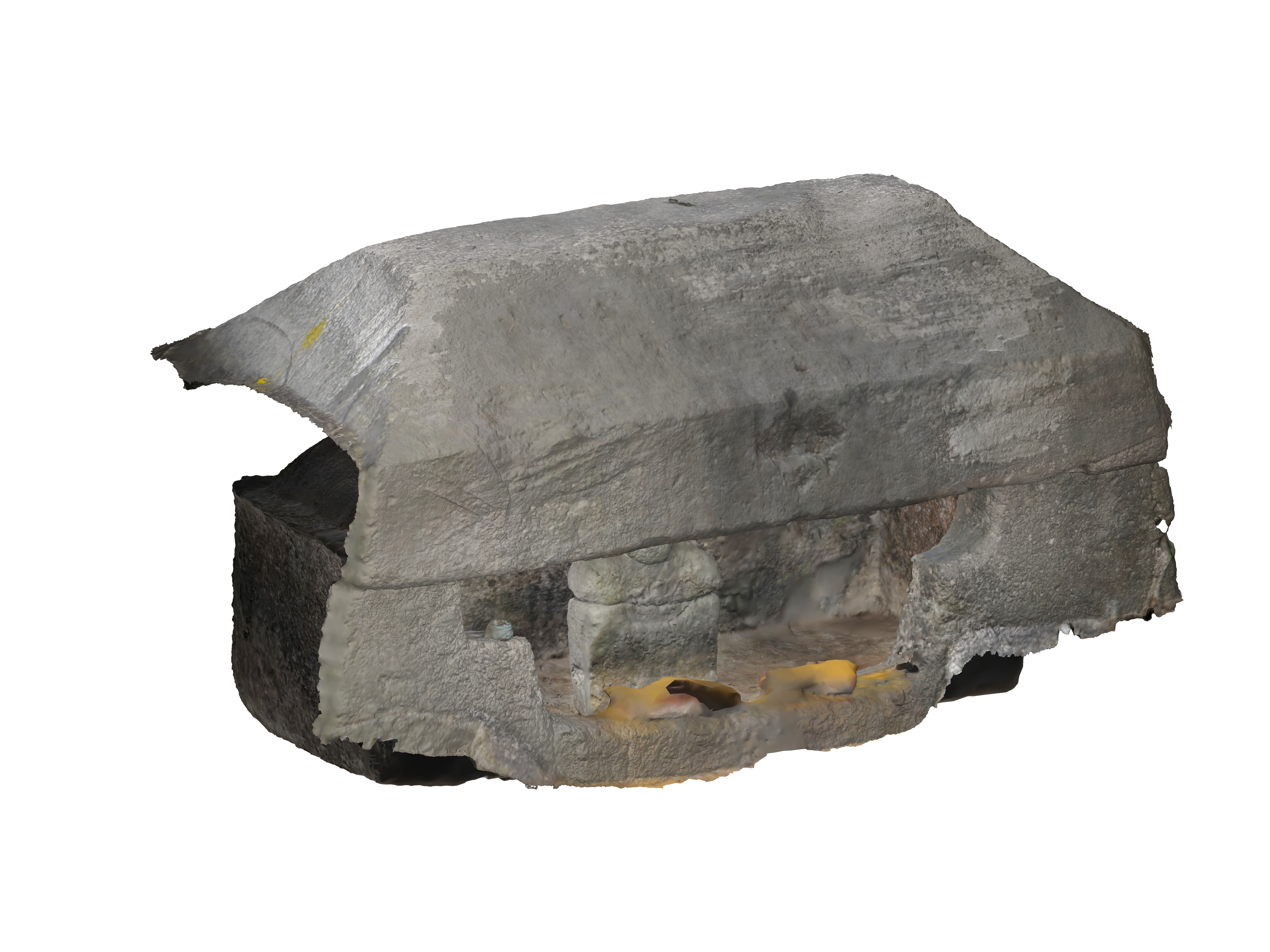
石棺俯瞰図
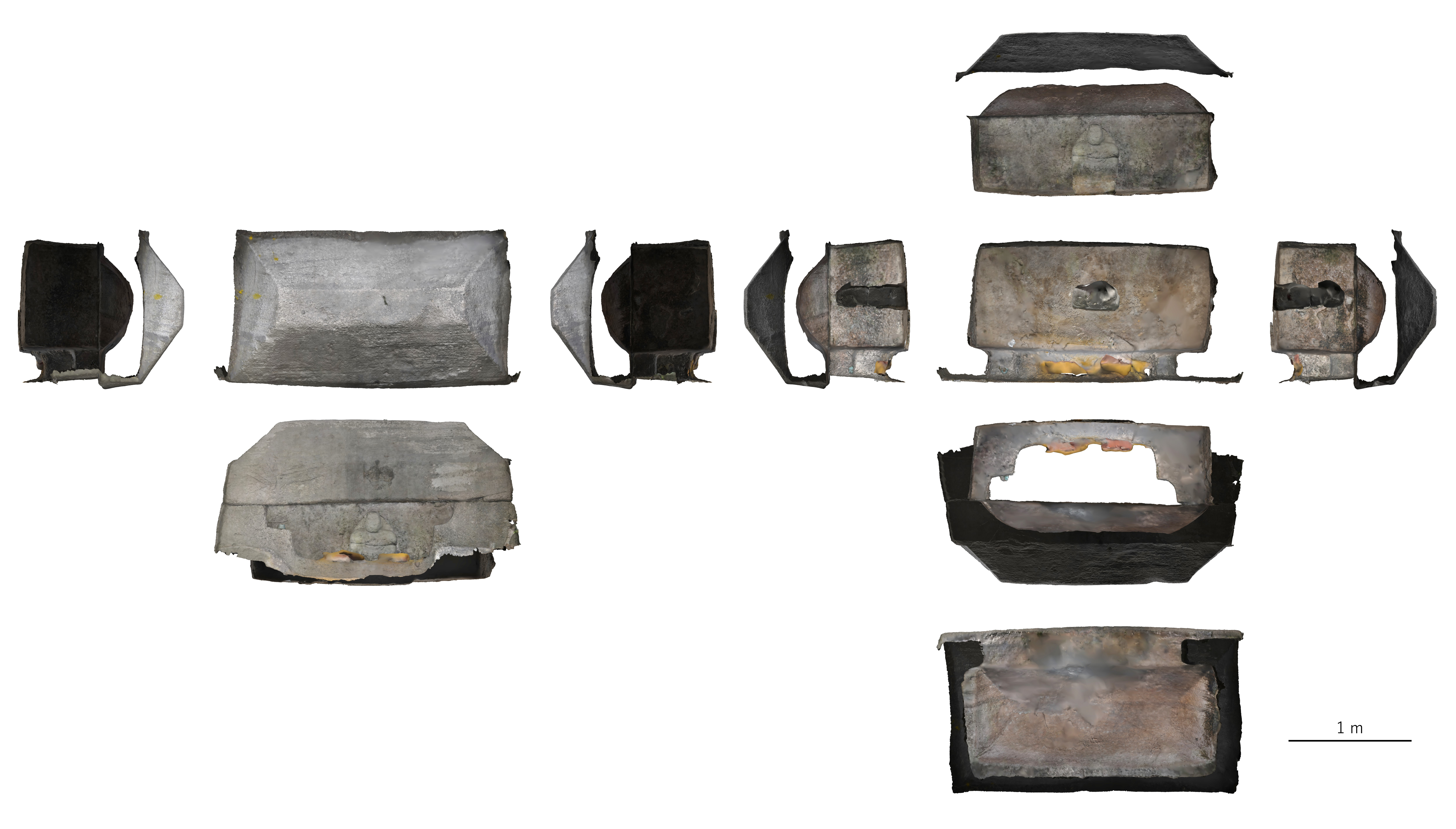
石棺展開図

## 文化財

### 国の史跡
- 上塩冶地蔵山古墳 - 1924年（大正13年）12月9日指定、2022年（令和4年）3月15日に史跡範囲の追加指定[5][7][4]。

## 現地情報
所在地
- 島根県出雲市上塩冶町

交通アクセス
- 出雲市駅（西日本旅客鉄道（JR西日本）・一畑電車）から、一畑バスで「出雲工業高校前」バス停下車（下車後徒歩約10分）[8]

関連施設
- 出雲弥生の森博物館（出雲市大津町）

周辺
- 上塩冶築山古墳 - 国の史跡。
- 上塩冶横穴墓群
- 今市大念寺古墳 - 国の史跡。
- 西谷墳墓群 - 国の史跡。

## 関連文献
（記事執筆に使用していない関連文献）
- 「出雲平野の周辺」『出雲文化財散歩』学生社、1973年。
- 「出雲平野の後期古墳」『日本の古代遺跡』20 島根、保育社、1985年。
- 「地蔵山古墳」『古代の出雲事典』新人物往来社、2001年。
- 「地蔵山古墳」『出雲塩冶誌』出雲塩冶誌刊行委員会、2009年。
- 「上塩冶地蔵山古墳」『出雲の古墳アドベンチャー』今井出版、2017年。